# Hardeggasse (métro de Vienne)
Hardeggasse (en allemand : U-Bahn-Station Hardeggasse) est une station de la ligne U2 du métro de Vienne. Elle croise la Hardeggasse, sur le territoire du XXIIe arrondissement Donaustadt, à Vienne en Autriche. Elle dessert notamment la clinique Donaustadt (de).
Mise en service en 2010, elle est desservie par les rames de la ligne U2 du métro de Vienne, qui depuis le 28 mai 2021 ont pour terminus ouest provisoire Schottentor, avant l'ouverture du prolongement de la ligne prévu de 2028 à 2032. Elle est en correspondance avec la ligne 25 du tramway de Vienne.

## Situation sur le réseau

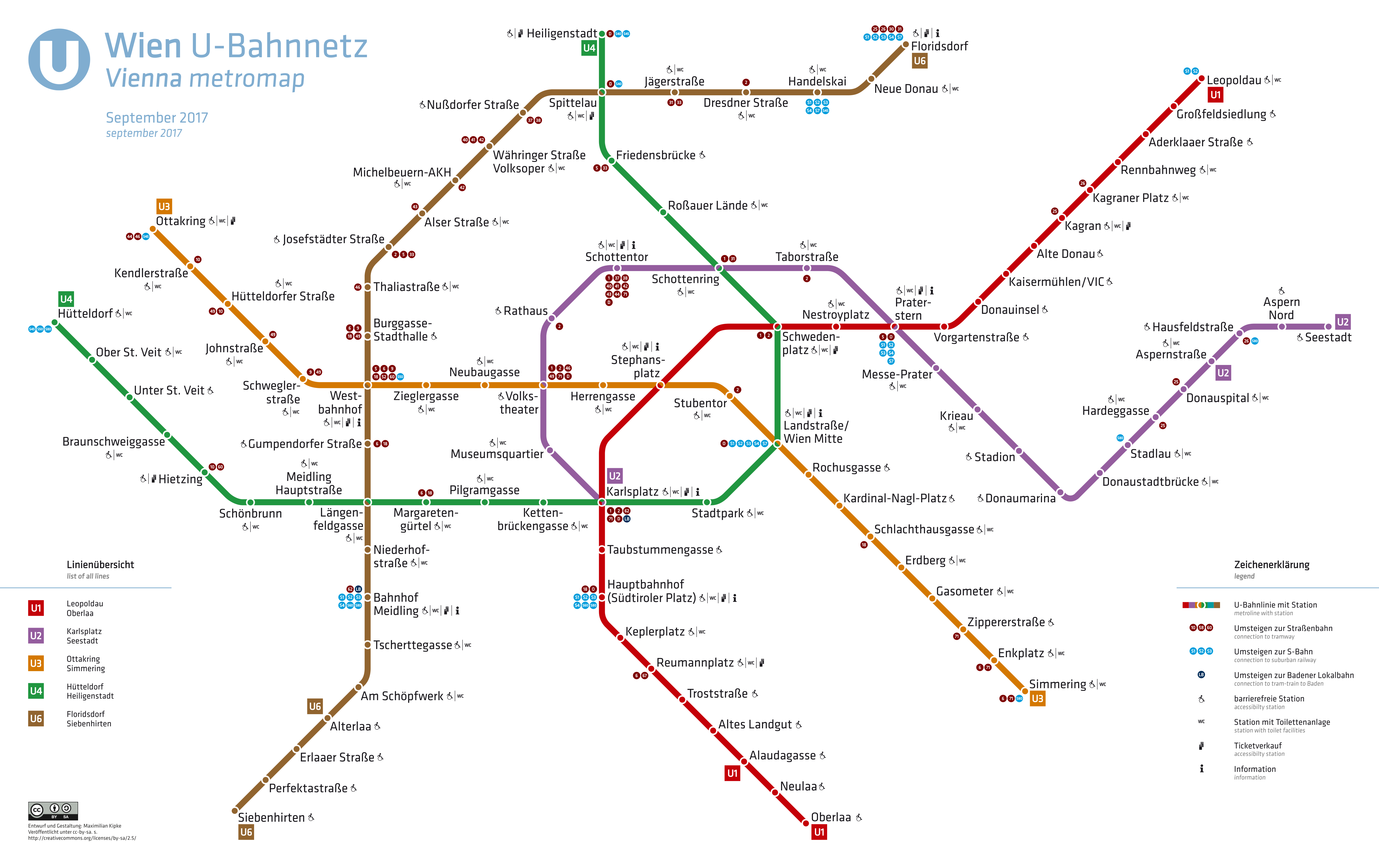
Plan du métro (2017).

Établie en aérien, Hardeggasse est une station de passage de la ligne U2 du métro de Vienne : elle est située entre la station Donauspital, en direction du terminus est Seestadt, et la station Stadlau, en direction du terminus ouest Schottentor. 
Elle dispose d'un quai central encadré par les deux voies de la ligne.

## Histoire
La station Hardeggasse est mise en service le 2 octobre 2010, lors de l'ouverture à l'exploitation du prolongement de Stadion à Aspernstrasse.
Le 28 mai 2021, la ligne est modifiée, son terminus est reste Seestadt mais son terminus ouest devient provisoirement Schottentor, après la fermeture pour travaux de la section de Schottentor à Karlsplatz. Ceci ayant lieu dans le cadre du réaménagement de cette portion de ligne et des stations pour son intégration dans la nouvelle ligne U5 automatique et la construction d'un nouveau prolongement de la ligne U2 dont l'ouverture programmée s'échelonne de 2028 à 2032,.

## Services aux voyageurs

### Accès et accueil
La station dispose en surface d'un hall avec un accès nord et un accès sud. Un ascenseur permet la relation avec le quai central situé au dessus pour les personnes à la mobilité réduite (voir plan ci-dessous).

Installations
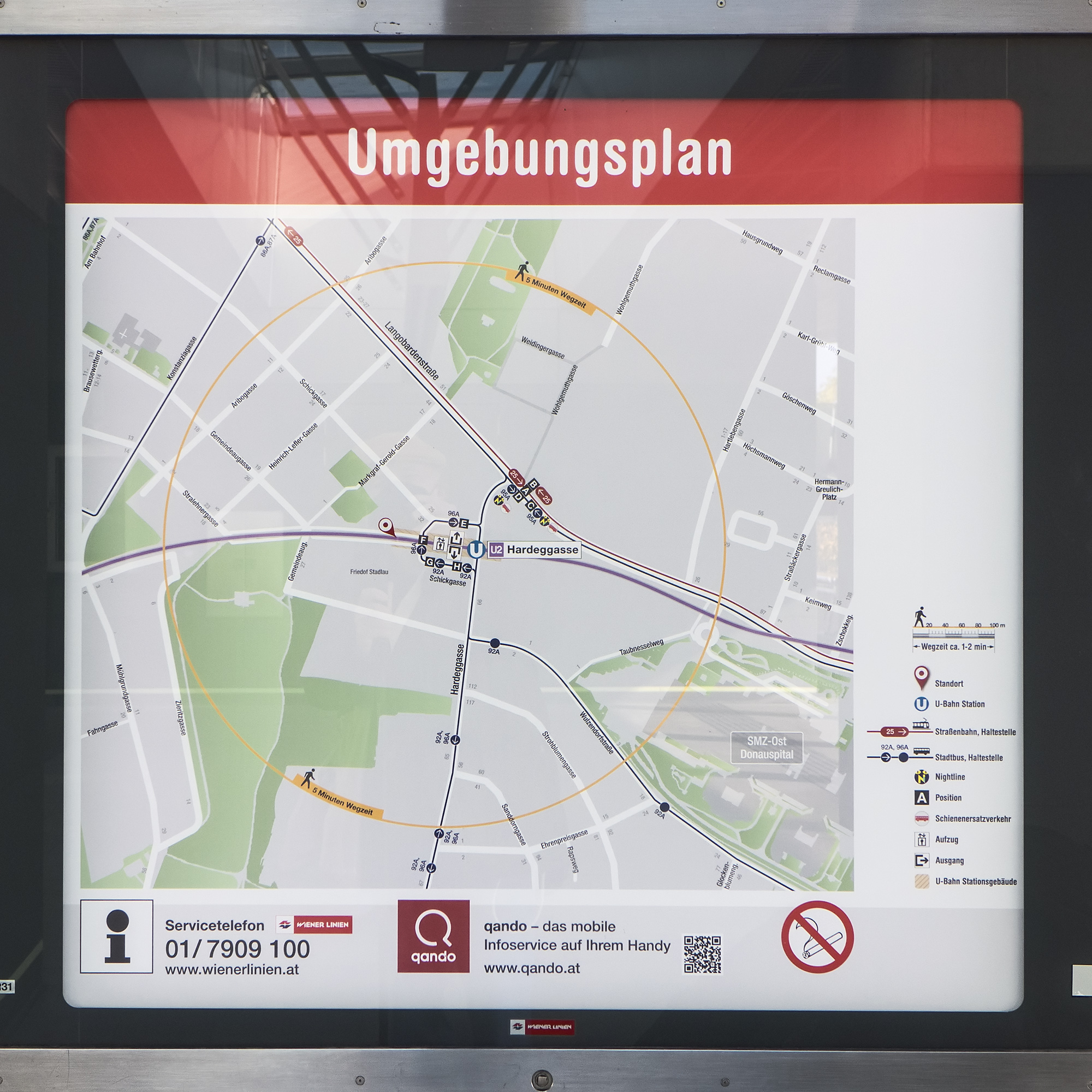
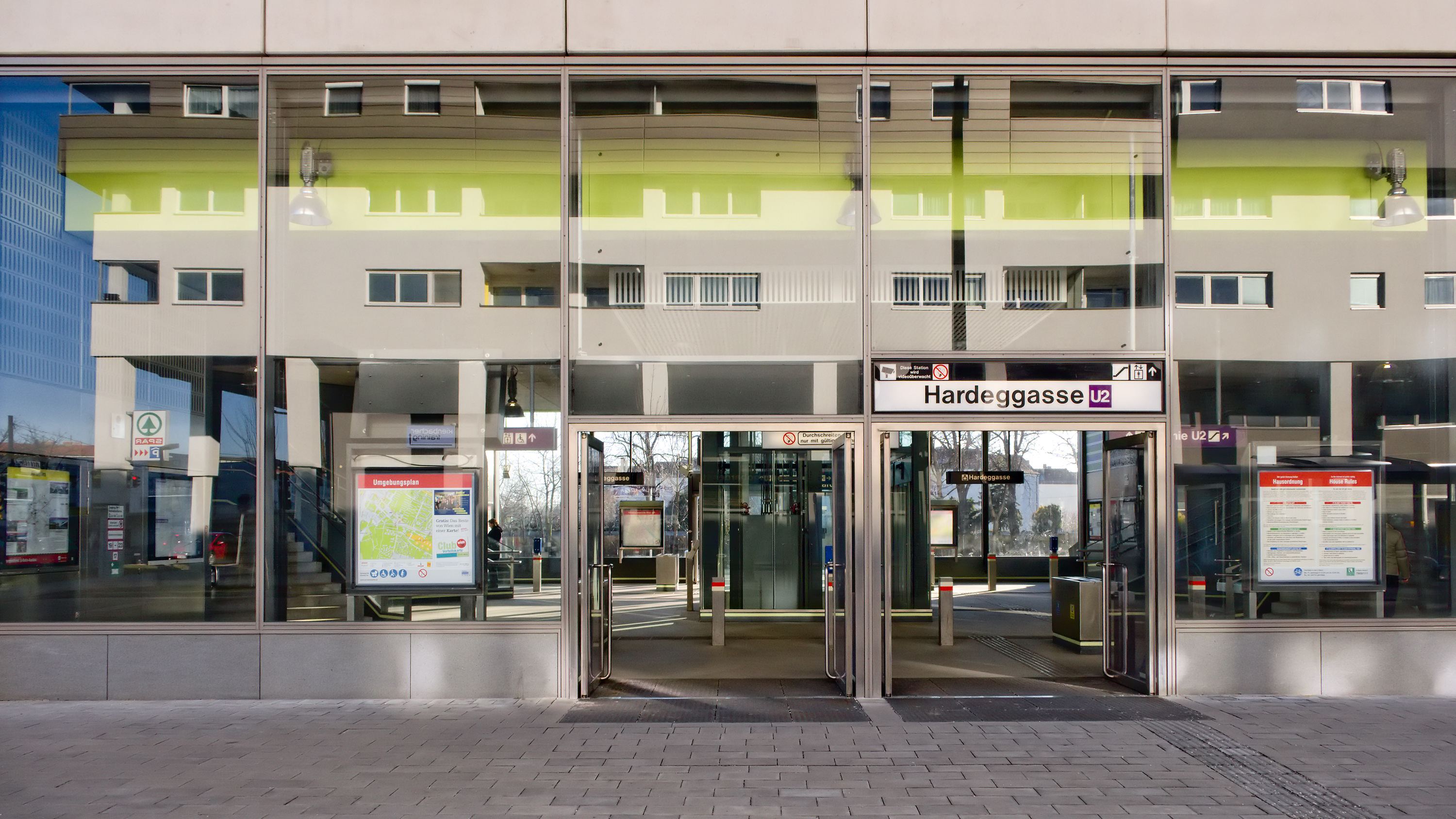
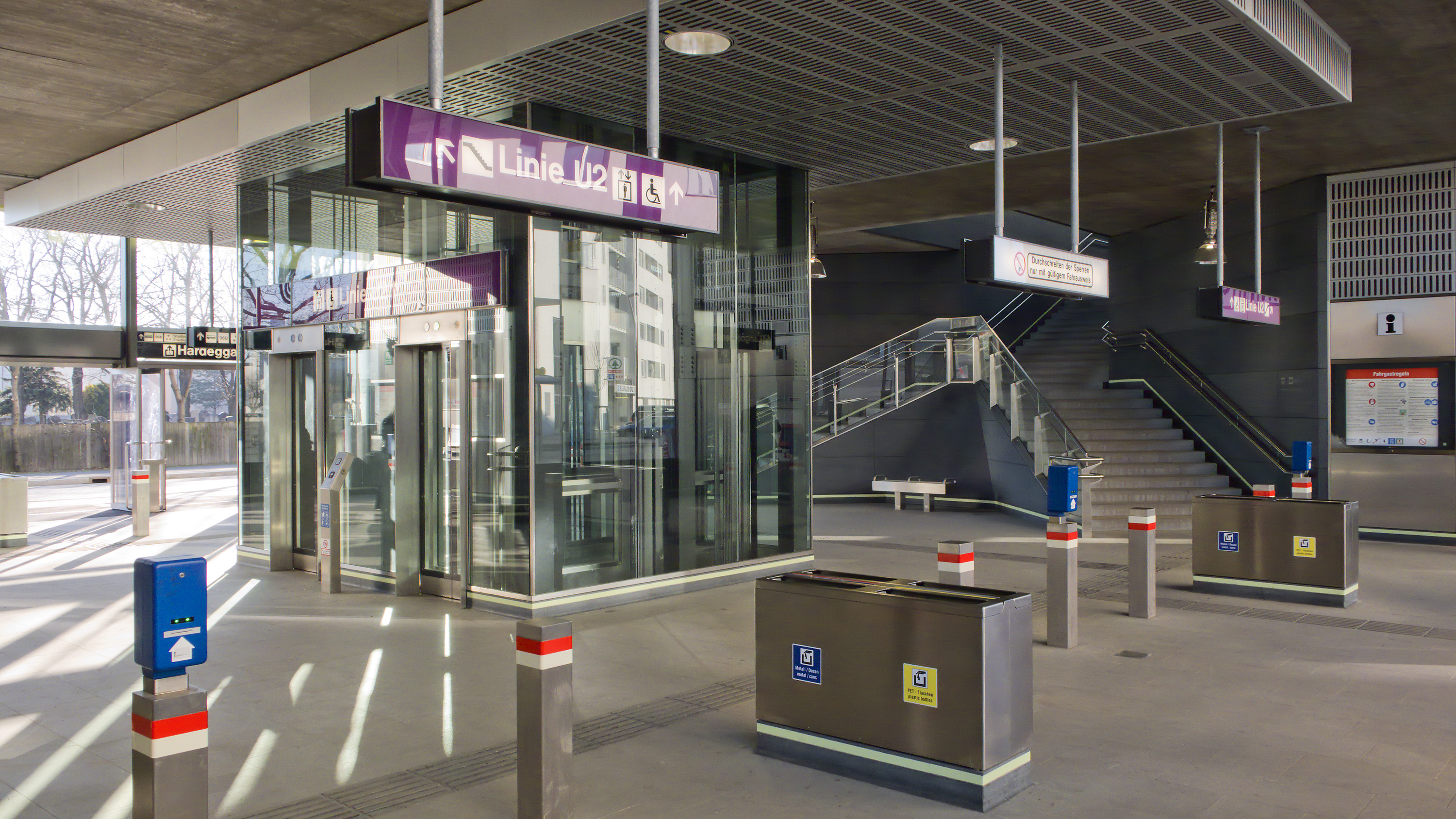

### Desserte
Hardeggasse est desservie par les rames de la ligne U2 du métro de Vienne.

Installations
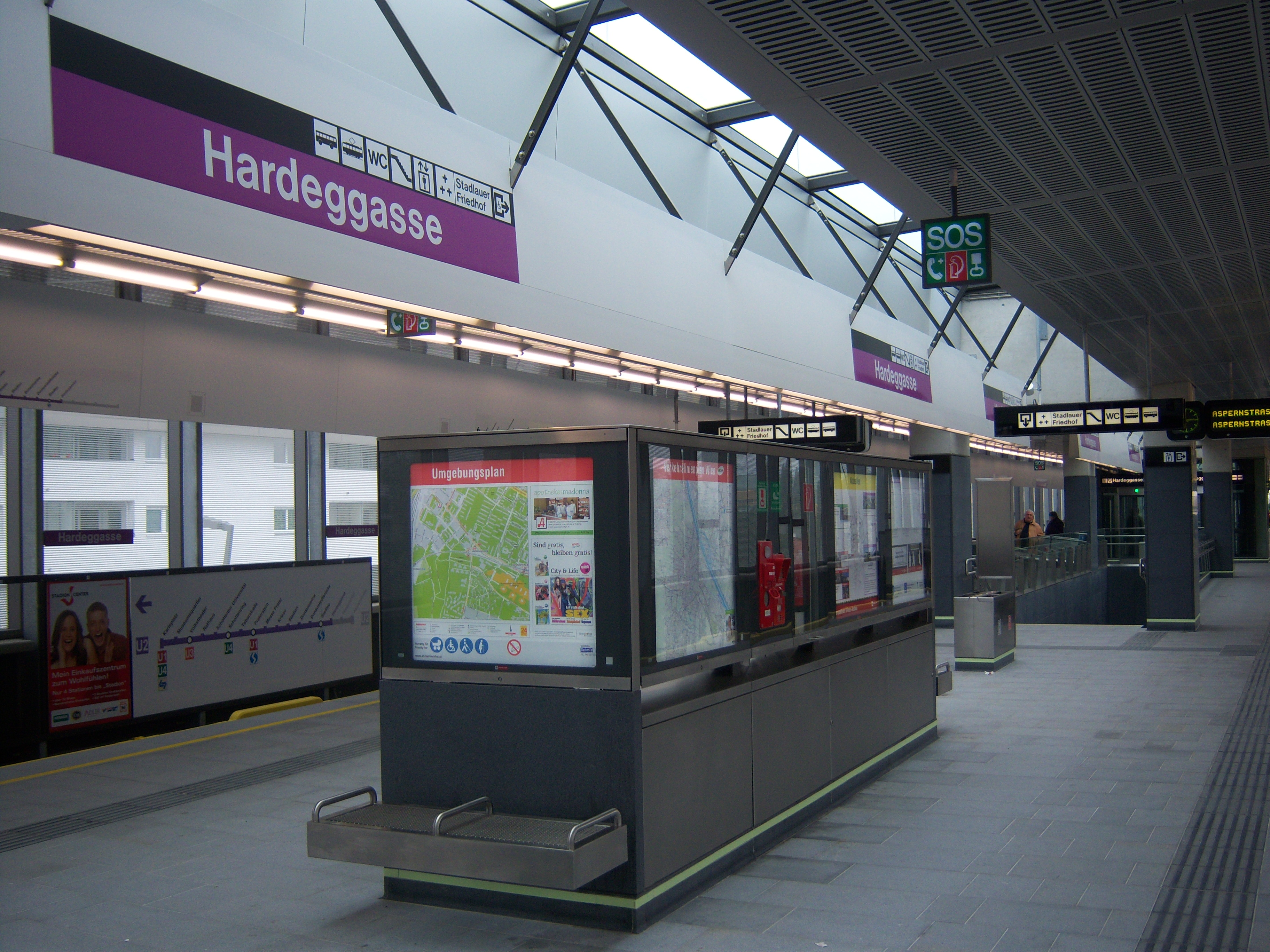
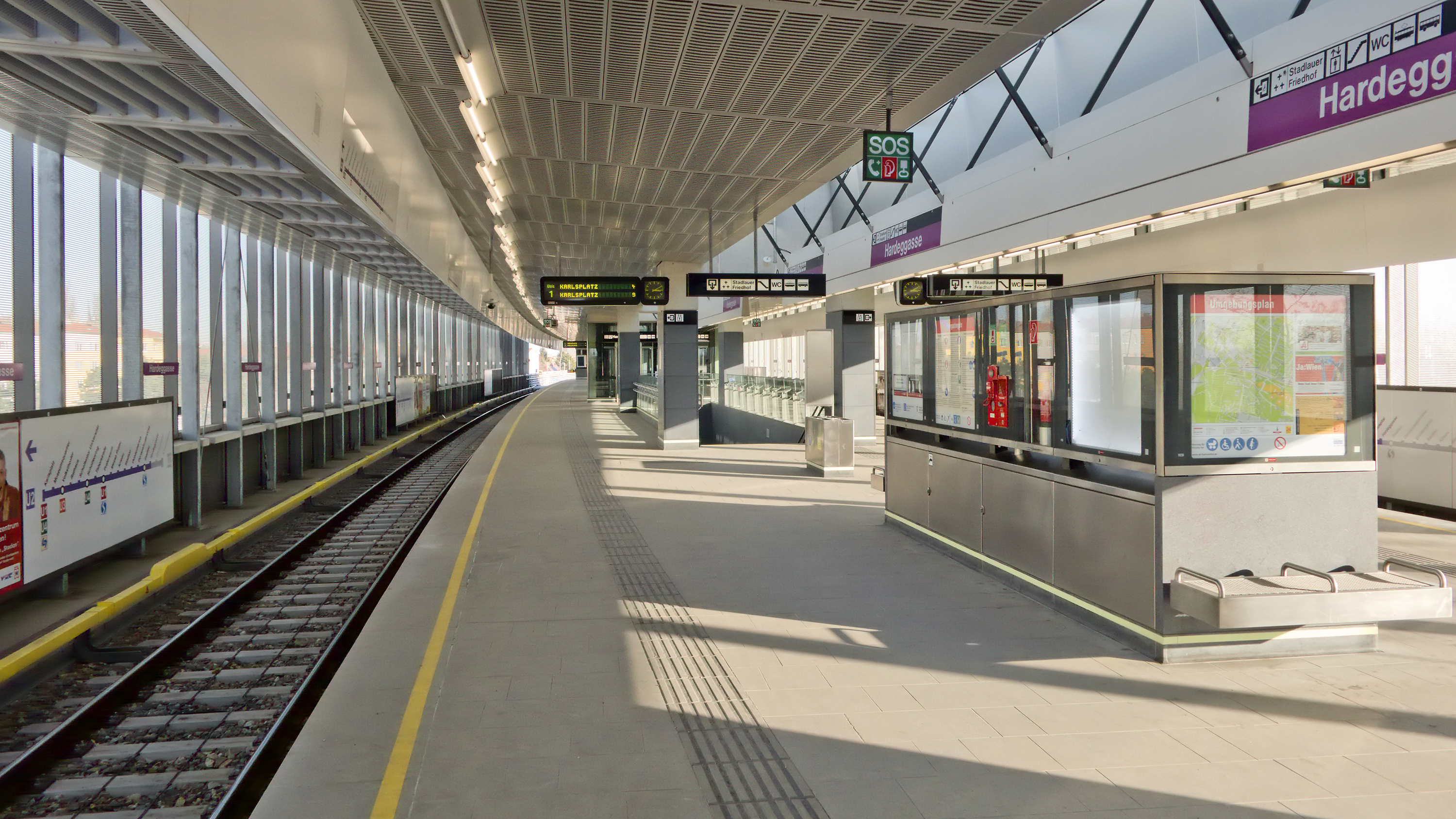
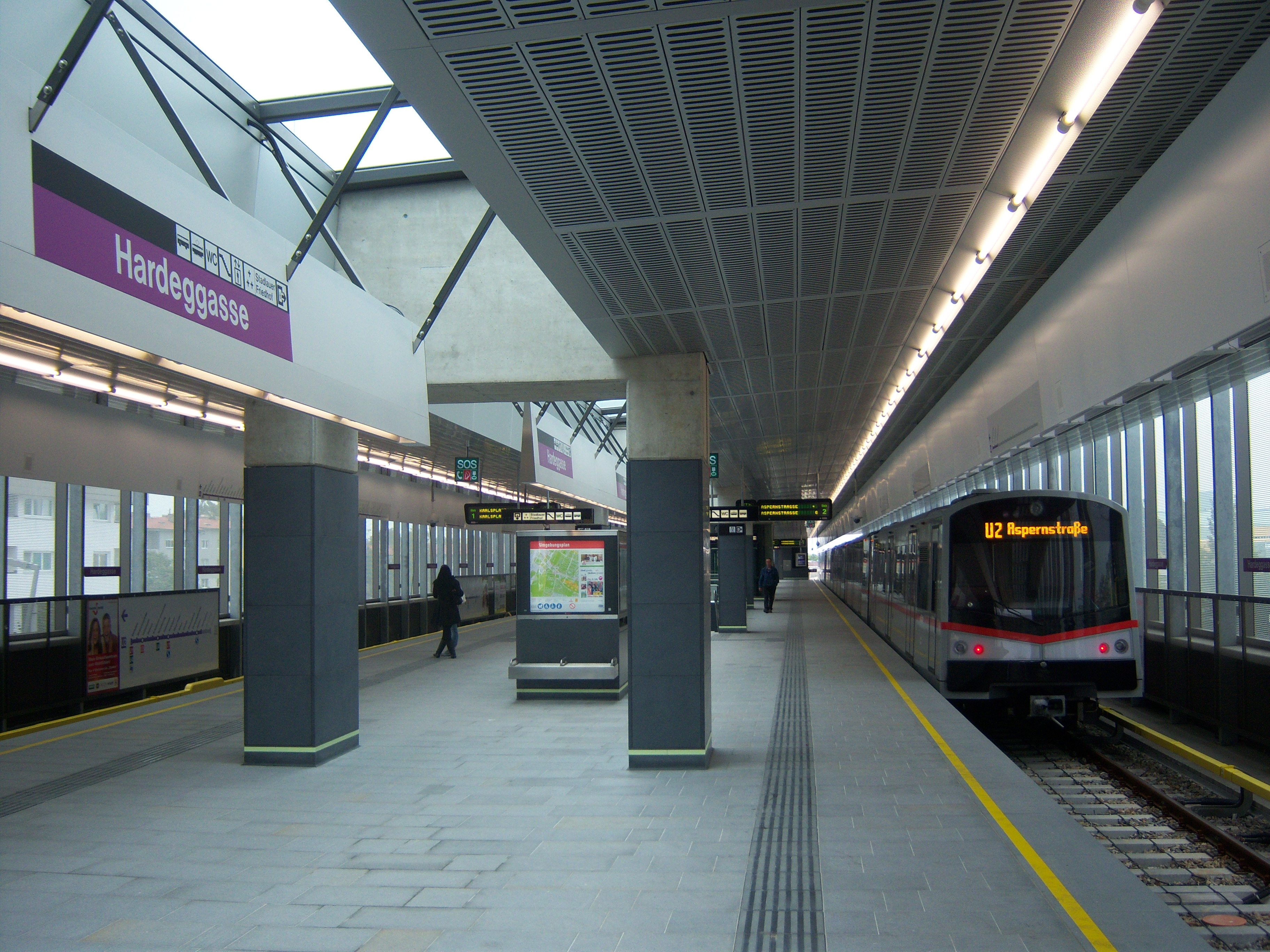

### Intermodalité
Par l'accès nord elle est en correspondance avec la station de la ligne 25 du Tramway de Vienne et les arrêts de bus des lignes 95A, 96A et N26. L'accès sud est desservi par les arrêts de bus de la ligne 92A (voir plan ci-dessus).